# Willem Schorer
Willem Schorer (Middelburg, 4 april 1717 - begraven 6 december 1800) was een Nederlandse jurist afkomstig uit Zeeland. Schorer was lid en vervolgens president van de Raad van Vlaanderen in Middelburg.
Willem Schorer was lid van de familie Schorer en zoon van Johan Guilhelmus Schorer (1688-1747) en diens eerste echtgenote Hillegonda Alyda Paspoort (1689-1723). De over-overgrootmoeder van Willem Schorer,  Machteld van Ruytenburgh, is de zus van Willem van Ruytenburgh (1600-1657), de man in het geel op de Nachtwacht. 
Via zijn grootvader Zacharias Paspoort en zijn moeder Hillegonda Paspoort, werd Willem Schorer net als zijn neef Cornelis Paspoort eigenaar van delen van een aantal polders tussen Biervliet, IJzendijke en Hoofdplaat. Willem Schorer was sterk betrokken bij de regelgeving rond de inpoldering van de Hoofdplaat schorren tot de Hoofdplaatpolder. Er waren claims van families en van de provincie Zeeland. Uiteindelijk kon Willem Schorer een acceptabele regeling vaststellen.
In 1767 verscheen van zijn hand een verbeterde en uitgebreide versie van de Inleiding tot de Hollandsche rechtsgeleerdheid, oorspronkelijk geschreven door Hugo de Groot. Deze publicatie werd gevolgd door een viertal publicaties in de periode 1776 tot 1797, waarin Schorer dieper ingaat op het werk van Hugo de Groot.
Willem Schorer is tweemaal gehuwd geweest. Zijn eerste huwelijk (1740) met Anna Elisabeth Eversdijk werd na veel juridisch getouwtrek in 1749 nietig verklaard. Hij trouwde vervolgens in 1750 met Juliana Philipi, met wie hij een dochter kreeg, Hillegonda Schorer. 

## Het graf van Willem Schorer
Het graf van Willem Schorer, het Schorersgraf bevindt zich één kilometer ten noorden van het Zeeuws-Vlaamse dorp IJzendijke.
Bij dit graf is de volgende tekst te lezen: 
Mr Willem Schorer (1717-1800) president van de Raad van Vlaanderen te Middelburg, had als landeigenaar veel bezittingen in deze omgeving. Zelf heeft hij hier echter nooit gewoond. Mr Schorer behoorde tot een invloedrijke familie en was een begaafd jurist. Hij publiceerde verscheidene geschriften over de rechten op de ingedijkte schorren. Bij testament bepaalde hij te midden van zijn bezittingen onder IJzendijke begraven te willen worden.